# Moina brachiata
Moina brachiata is een watervlooiensoort uit de familie van de Moinidae. De wetenschappelijke naam van de soort is voor het eerst geldig gepubliceerd in 1820 door Jurine.